# Tissue Antigens
Tissue Antigens ist eine wissenschaftliche Fachzeitschrift, die vom Wiley-Blackwell-Verlag veröffentlicht wird. Sie erscheint mit 12 Ausgaben im Jahr. Es werden Arbeiten veröffentlicht, die sich mit allen Aspekten der genetischen Kontrolle des Immunsystems beschäftigen.
Der Impact Factor lag im Jahr 2014 bei 2,137. Nach der Statistik des ISI Web of Knowledge wird das Journal mit diesem Impact Factor in der Kategorie Pathologie an 32. Stelle von 75 Zeitschriften, in der Kategorie Zellbiologie an 136. Stelle von 184 Zeitschriften und in der Kategorie Immunologie an 104. Stelle von 148 Zeitschriften geführt.